# Arnold Jonke
Arnold Jonke (ur. 25 grudnia 1962 w Gmünd in Kärnten) – austriacki wioślarz. Srebrny medalista olimpijski z Barcelony.
Brał udział w czterech igrzyskach olimpijskich (IO 88, IO 92, IO 96, IO 00). W 1992 sięgnął po srebro w dwójce podwójnej, wspólnie z Christophem Zerbstem. W 1990 wywalczyli złoto mistrzostw świata w tej samej konkurencji, w 1989 brąz.